# روابط اسرائیل و روسیه
روابط اسرائیل-روسیه به روابط خارجی روابط دو جانبه بین دو کشور اسرائیل و روسیه اشاره دارد. روسیه دارای یک سفارتخانه در تل‌آویو و یک کنسولگری در حیفا است. اسرائیل دارای یک سفارتخانه در مسکو و یک سرکنسولگری در یکاترینبورگ است.
روسیه از اعضای گروه چهار خاورمیانه است. اسرائیل سالهاست میزبان یهودیان روس بوده‌است. مخصوصاً در دهه ۱۹۷۰ و ۱۹۹۰. اسراییل و روسیه در دورهٔ جنگ سرد در دو سوی مخالف قرار داشتند. از اوایل دهه ۲۰۰۰ با انتخاب ولادیمیر پوتین حامی اسرائیل و آریل شارون که بیش از پیش حامی روسیه بود، روابط اسرائیل و روسیه به‌طور شایان توجهی بهبود یافت.
اسرائیل تا حدی روس زبان است و تنها کشور روس زبان جهان خارج از روسیه محسوب می‌شود. زبان روسی پس از زبان عبری و زبان عربی، سومین زبان پراستفاده در اسرائیل بوده و سومین گروه بزرگ روس زبانان خارج از کشورهای شوروی سابق و بزرگترین درصد روس از کل جمعیت در اسرائیل قرار دارد.
مسکو دارای بزرگترین جمعیت اسرائیلی دور از وطن است، و ۸۰٬۰۰۰ شهروند اسرائیلی به تاریخ ۲۰۱۴ در این شهر زندگی می‌کرده‌اند، که تقریباً همهٔ آن‌ها گویشوران روس زبان بوده‌اند 

## تاریخ

### اتحاد شوروی

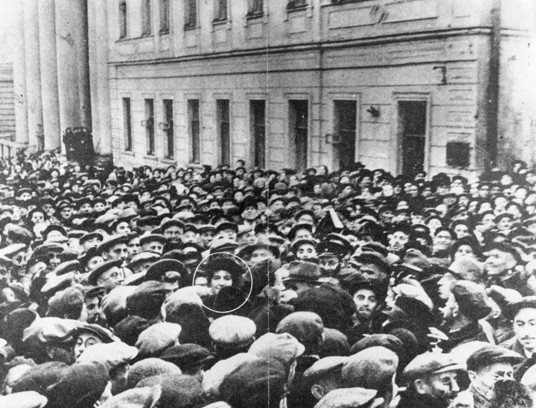
گلدا مئیر، سفیر اسرائیل در شوروی در جمع ۵۰۰۰۰ یهودی در نزدیکی کنیسه کورال مسکو در روز اول روش هشانا در ۱۹۴۸.

با حمله آلمان به روسیه در ۱۹۴۱, ژوزف استالین مخالفت دیرپای خود با صهیونیسم را کنار گذاشت و سعی کرد حمایت یهودیان در سطح جهان را از تلاش جنگی شوروی بسیج کند. کمیته یهودی ضد فاشیستی در مسکو تأسیس شد. در جریان جنگ هزاران پناهنده یهودی از دست نازی‌ها گریختند و وارد اتحاد شوروی که فعالیت‌های مذهبی یهودی را نیروی تازه ای بخشیده بود و کنیسه‌های جدیدی گشوده بود شدند. استالین ظاهراً با این اعتقاد که کشور جدید سوسیالیستی خواهد بود و افول نفوذ بریتانیا در خاورمیانه سرعت خواهد داد به در اواخر ۱۹۴۴ یک یک سیاست خارجی آشکارا حامی صهیونیسم اختیار کرد.

در مه ۱۹۴۷، آندری گرومیکو قائم‌مقام وزیر امور خارجه شوروی به سازمان ملل متحد گفت شوروی از تقسیم فلسطین به یک دولت یهودی و یک دولت عرب حمایت می‌کند. اتحاد شوروی و دولت‌های اقماری در نوامبر ۱۹۴۷ به طرح سازمان ملل برای تقسیم فلسطین رای دادند. در ۱۷ مه ۱۹۴۸, سه روز پس از صدور منشور استقلال اسرائیل، شوروی‌ها رسماً اسرائیل را به رسمیت شناختند.

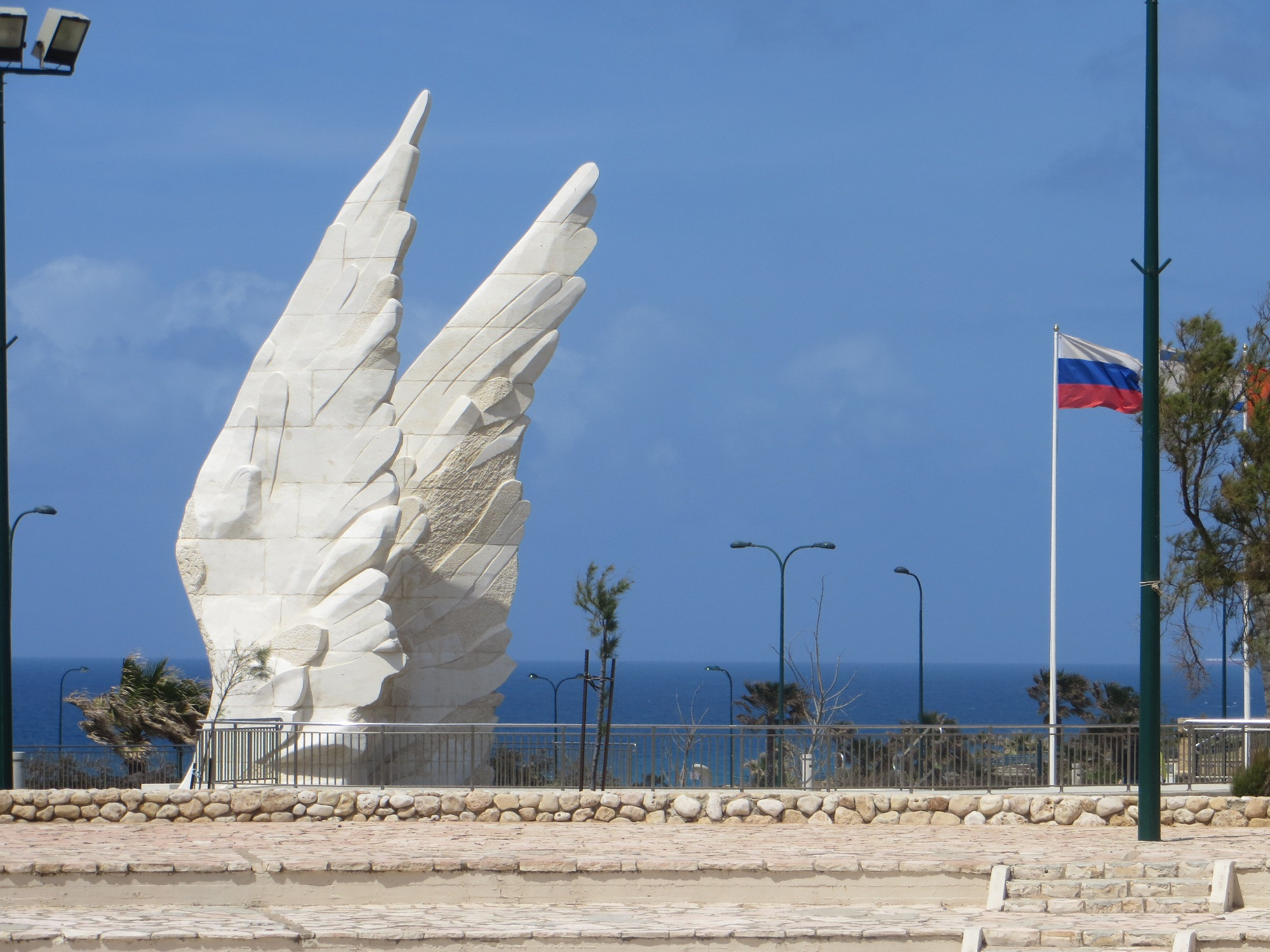
یادمان پیروزی در نتانیا، وقف شده برای پیروزی در جنگ جهانی دوم.

گلدا مئیر به عنوان سفیر اسرائیل در اتحاد شوروی منصوب شد، و دوره اش از ۲ سپتامبر ۱۹۴۸ آغاز شد و تا مارس ۱۹۴۹ ادامه داشت. او در مراسم مذهبی روش هشانا و یوم‌کیپور در کنیسه کورال مسکو شرکت کرد. به هر روی، پس از تأسیس اسرائیل، استالین در مواضع خود چرخش داد، و حامی عرب‌ها شد، رهبران کمیته یهودی ضد فاشیستی را دستگیر کرد و حملاتی را متوجه یهودیان شوروی کرد.
شوروی در ژوئن ۱۹۶۷ در اعتراض به سیاست اسرائیل در جریان جنگ شش‌روزه روابط را قطع کرد. اتحاد شوروی از دشمنان عرب اسرائیل با تسلیحات و آموزش حمایت می‌کرد و نیروهای شوروی در جریان جنگ فرسایش‌زا در مصر مستقر شدند و مکرراً با نیروهای اسرائیلی درگیر شدند.
پس از این که شوروی به خاطر جنگ شش روزه روابط دیپلماتیک با اسرائیل را قطع کرد، سفارت هلند در مسکو یک دفتر حفاظت منافع تأسیس کرد و تا برقراری مجدد روابط در اکتبر ۱۹۹۱ اسرائیل را در اتحاد شوروی نمایندگی می‌کرد.

### پس از پایان اتحاد شوروی

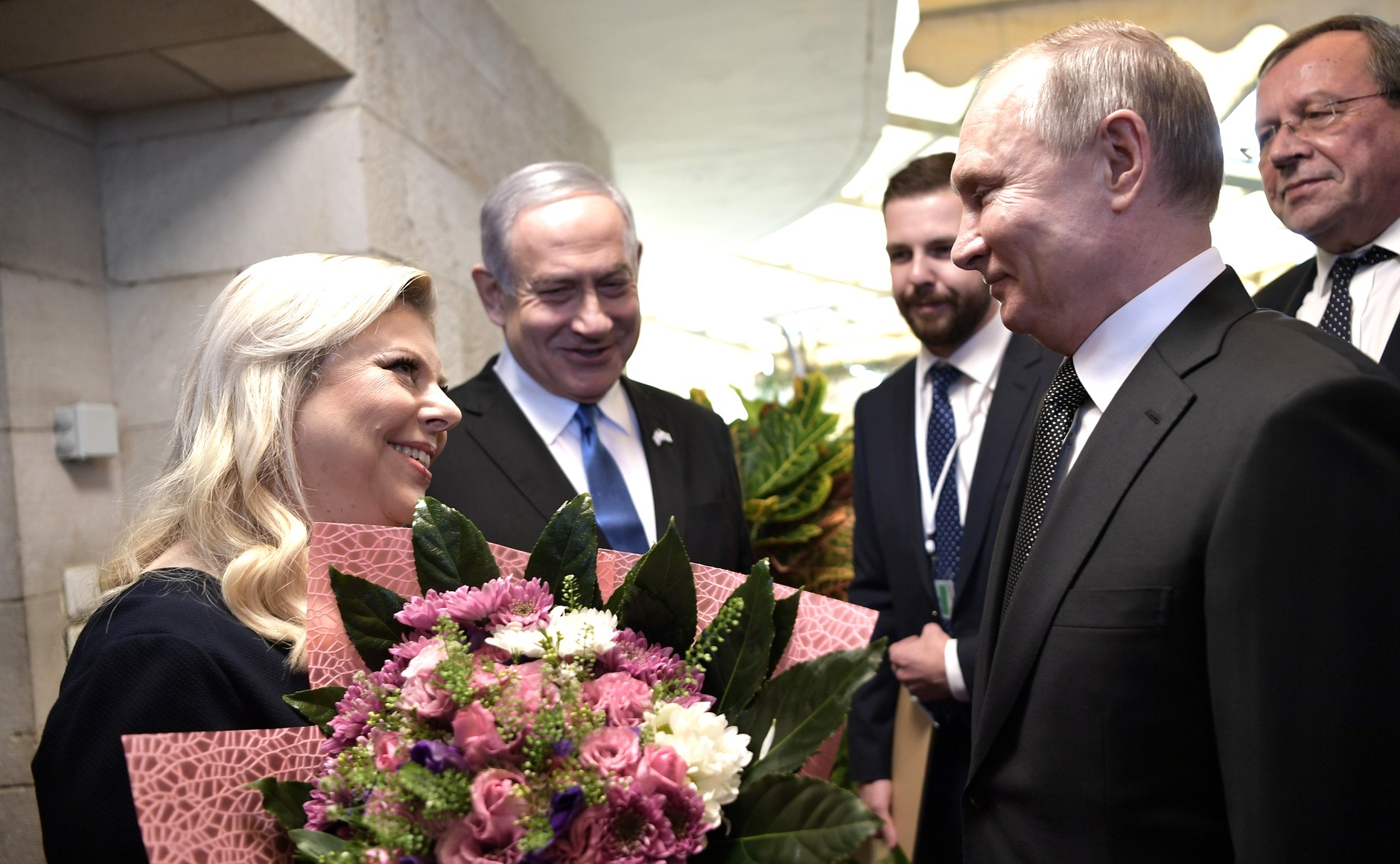
پوتین درکنار بنیامین و سارا نتانیاهو، ژانویه ۲۰۲۰‏

اتحاد شوروی در ۱۸ اکتبر ۱۹۹۱ روابط دیپلماتیک با اسرائیل را برقرار کرد. الکسنادر بووین روزنامه‌نگار اولین سفیر شوروی در اسرائیل پس از ۲۴ سال شد. پس از این که دو ماه بعد اتحاد شوروی فروپاشید، او به عنوان سفیر روسیه در اسرائیل به کار خود ادامه داد.